# 新州镇 (隆林县)
新州镇，是中华人民共和国广西壮族自治区百色市隆林各族自治县下辖的一个乡镇级行政单位。

## 行政区划
新州镇下辖以下地区：
民权社区、民族社区、民生社区、新兴社区、含山村、民福村、民德村、那烘村、那管村、民强村、弄桑村、那么村、者隘村、水洞村、岩楼村、马雄村和坡岩村。